# Consuelo Vanderbilt
Consuelo Vanderbilt, född 1877, död 1964, var en amerikansk arvtagerska och filantrop och brittisk societetskvinna. Hon tillhör de mer kända exemplen på de så kallade "amerikanska arvtagerskor" eller dollarprinsessor som från Gilded age i slutet av 1800-talet gifte in sig i den brittiska adeln och fick adliga titlar i utbyte mot pengar, ett fenomen som har uppmärksammats historiskt. 
Hon var dotter till den amerikanska järnvägsmiljonären William Kissam Vanderbilt och Alva Erskine Smith.  
Hon gifte sig 1895 med Charles Spencer-Churchill, 9:e hertig av Marlborough. 
Hon var under första världskriget en viktig medlem i American Women's War Relief Fund, och grundade 1929 Hôpital Foch i Frankrike. 